# Eta Sadar Breznik
Eta (Marjetica) Sadar Breznik, slovenska arhitektka, * 3. julij 1950, Ljubljana.
Po končanem študiju na fakulteti za arhitekturo v Ljubljani se je študijsko izpopolnjevala na likovni akademiji v Lodžu na Poljskem in se po končanem študiju začela ukvarjati z ročnim tkanjem prostorskih objektov in blaga ter notranjim oblikovanjem.

## Nagrade
- bronasto odličje na mednarodnem salonu tapiserij (1996)
- Nagrada Prešernovega sklada (1998) - za viseče tkane prostorske skulpture[2]